# Le Boudin

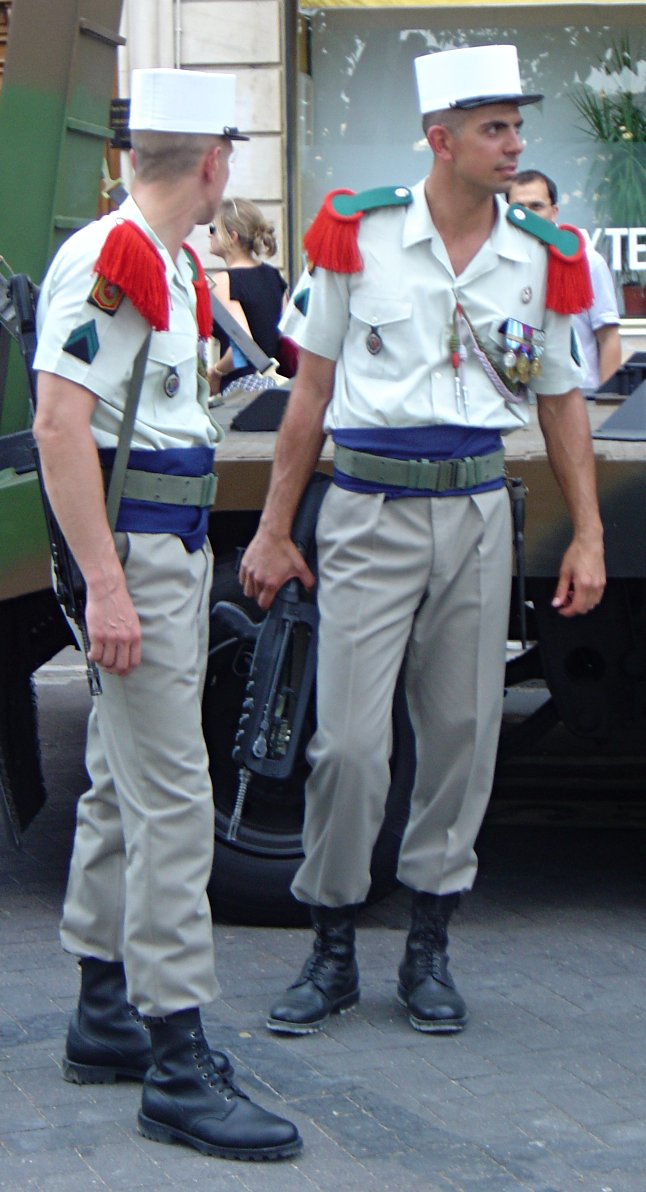
Legioniści w umundurowaniu paradnym. Pod pasem polowym widoczne niebieskie wełniane chusty Le Boudin

Le Boudin – oficjalny marsz Legii Cudzoziemskiej.
Marsz został skomponowany przez szefa orkiestry – Wilhema, krótko przed wyjazdem na kampanię do Meksyku. Le Boudin śpiewa się wyłącznie stojąc na baczność. Można przy nim maszerować, ale w żadnym wypadku nie śpiewa się go maszerując. Marsze defiladowe wykonywane są wolnym krokiem (88 na minutę). Krok marszowy Legii jest znacznie wolniejszy od innych francuskich oddziałów wojskowych (ok. 120 kroków/min). Ten majestatyczny marsz powoduje że na defiladzie 14 lipca z okazji narodowego święta Francji (zdobycie Bastylii) legioniści znacznie się wyróżniają i są entuzjastycznie nagradzani brawami przez tłum.
Znaczenie słowa Le Boudin tłumaczone jest na dwa sposoby. Jedni mówią, że chodzi o kaszankę bo takie jest dosłowne, francuskie znaczenie tego słowa, inni twierdzą, że chodzi o zwinięty, wełniany koc umocowany na plecaku dawnego legionisty. Większość przychyla się do tej drugiej wersji ponieważ chodziło o kształt tego koca, który przypominał wielką kaszankę. Z czasem ten niebieski koc, który był częścią polowego wyposażenia legionisty, przekształcił się w długą chustę. W umundurowaniu paradnym, owija się go parokrotnie powyżej bioder i nosi pod pasem polowym.

## Słowa „Le Boudin”
Tiens, voilà du boudin, voilà du boudin, voilà du boudin,

pour les Alsaciens, les Suisses et les Lorrains,

pour les Belges y en a plus, pour les Belges, y en a plus,

ce sont des tireurs au cul.

Nous sommes des dégourdis,

nous sommes des lascars,

des types pas ordinaires,

nous avons souvent notre cafard,

nous sommes des légionnaires.

Au Tonkin, la Légion immortelle

à Tuyen-Quang illustra notre drapeau,

héros de Camerone et frères modèles,

dormez en paix dans vos tombeaux.

Tiens, voilà du boudin, voilà du boudin, voilà du boudin,

pour les Alsaciens, les Suisses et les Lorrains,

pour les Belges y en a plus, pour les Belges, y en a plus,

ce sont des tireurs au cul.

Nos anciens ont su mourir

pour la gloire de la Légion,

nous saurons bien tous périr,

suivant la tradition.

Au cours de nos campagnes lointaines,

affrontant la fièvre et le feu,

oublions avec nos peines,

la mort qui nous oublie si peu,

nous, la Légion.

Tiens, voilà du boudin, voilà du boudin, voilà du boudin,

pour les Alsaciens, les Suisses et les Lorrains,

pour les Belges y en a plus, pour les Belges, y en a plus,

ce sont des tireurs au cul.